# ハルキウ大学
ハルキウ国立大学（英語: V.N. Karazin Kharkiv National University、公用語表記: Харківський національний университет імені В. Н. Каразіна）は、ウクライナ・ハルキウに本部を置くウクライナの国立大学。1804年創立、1804年大学設置。大学の略称はKNUまたはKKNU。
正式にはV.N.カラジン創立記念ハルキウ国立大学（英語: V. N. Karazin Kharkiv National University, ウクライナ語: Харківський національний університет імені В. Н. Каразіна)という。創立者V.N.カラジンを記念するハルキウ国立大学という意味である。通常は、ハルキウ国立大学と呼ばれる。ウクライナで主要な大学の1つである。

## 概要
ロシア帝国時代の1804年にヴァシーリー・カラジンによってハリコフ帝国大学として創立された。ウクライナ国内ではリヴィウ大学に次ぐ最も古い大学で、ウクライナ3大大学として、キーウ国立大学、キーウ工科大学と共に東ヨーロッパを代表する学術機関の一つとして国際的に認知されている。
世界的な大学ランキングにおいても高い評価を受けており、特に自然科学、医学、人文科学の分野で研究成果が注目されている。QS世界大学ランキングやTHEのランキングでは、ウクライナ最高学府として世界TOP500大学の中に位置づけられる事が多い。
40以上の学部と数百の研究機関を擁しており、国内外から学生が集まる国際的な学術コミュニティを形成している。また、ノーベル賞受賞者を含む優れた教員陣と卒業生を輩出し、国際的な学術交流や研究協力を積極的に推進している。

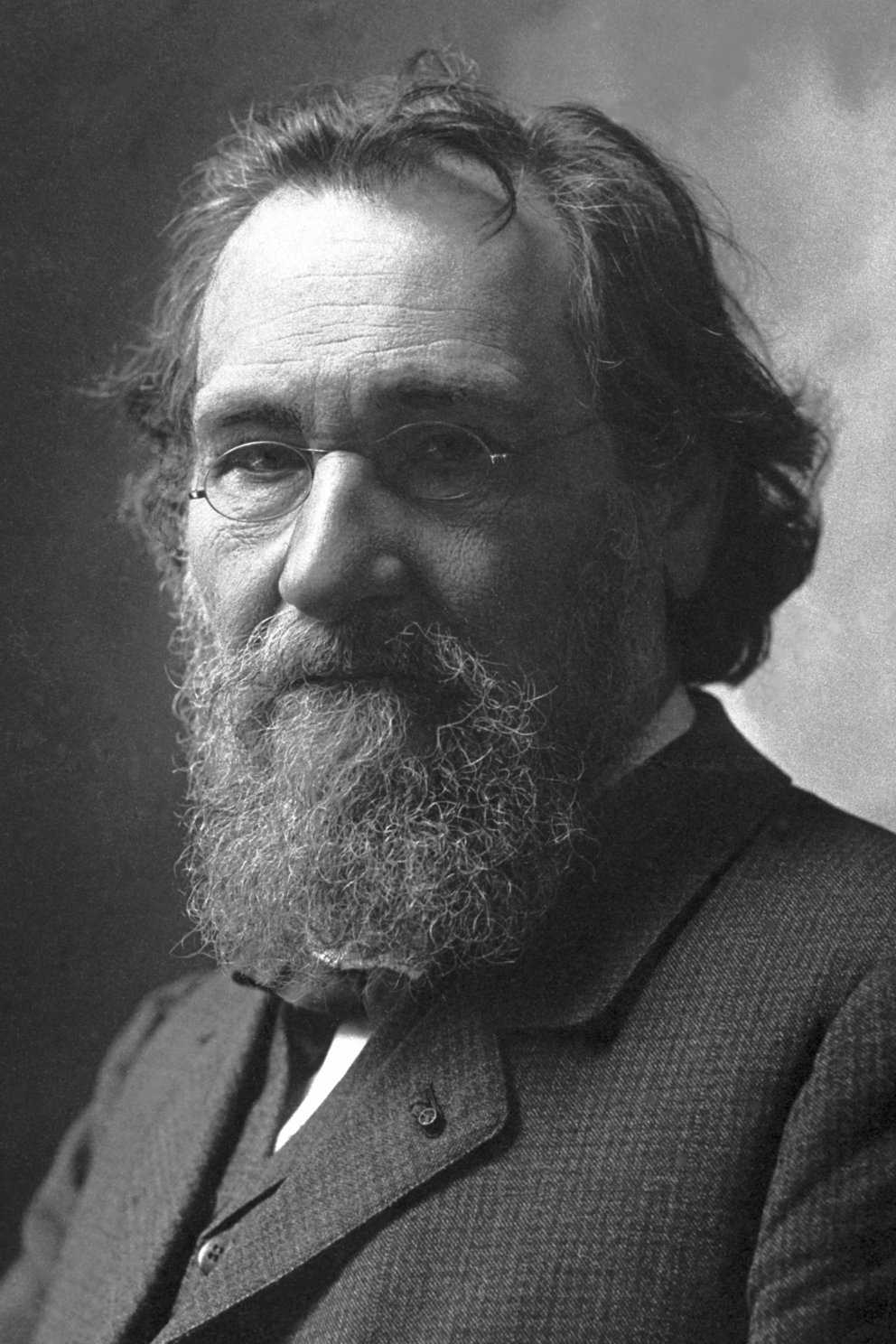
卒業し、 ノーベル賞受賞者エリー・メチニコフ。

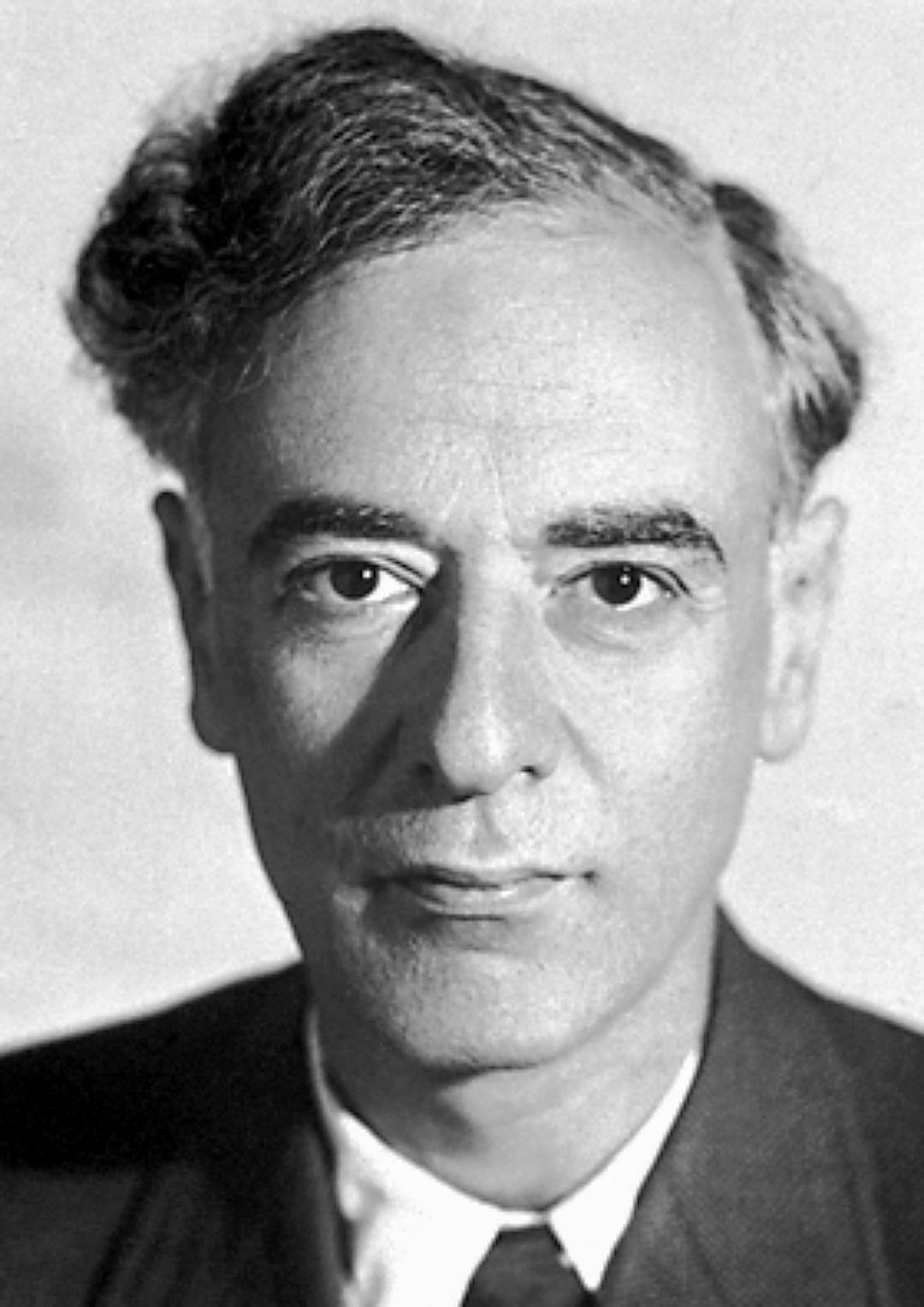
大学講師であった ノーベル賞受賞者レフ・ランダウ

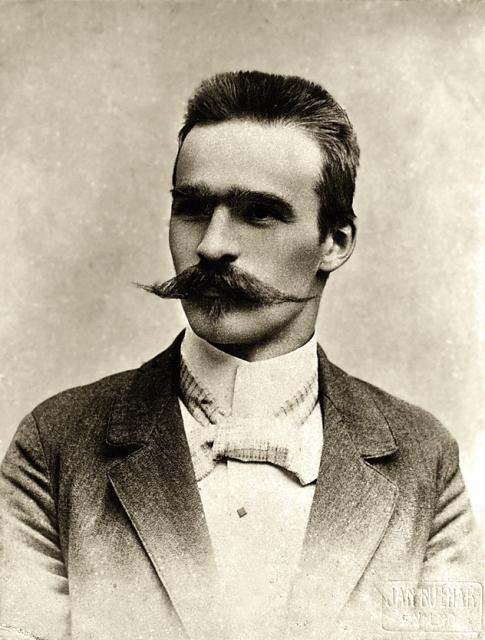
ユゼフ・ピウスツキは医学部で勉強した（学生のスピーチに参加するために除外された）。

## ノーベル賞を受賞した卒業生および教員
- エリー・メチニコフ（生理学医学賞、1908年）
- レフ・ランダウ（物理学賞、1962年）
- サイモン・クズネッツ（経済学賞、1971年）

## キャンパスと建物

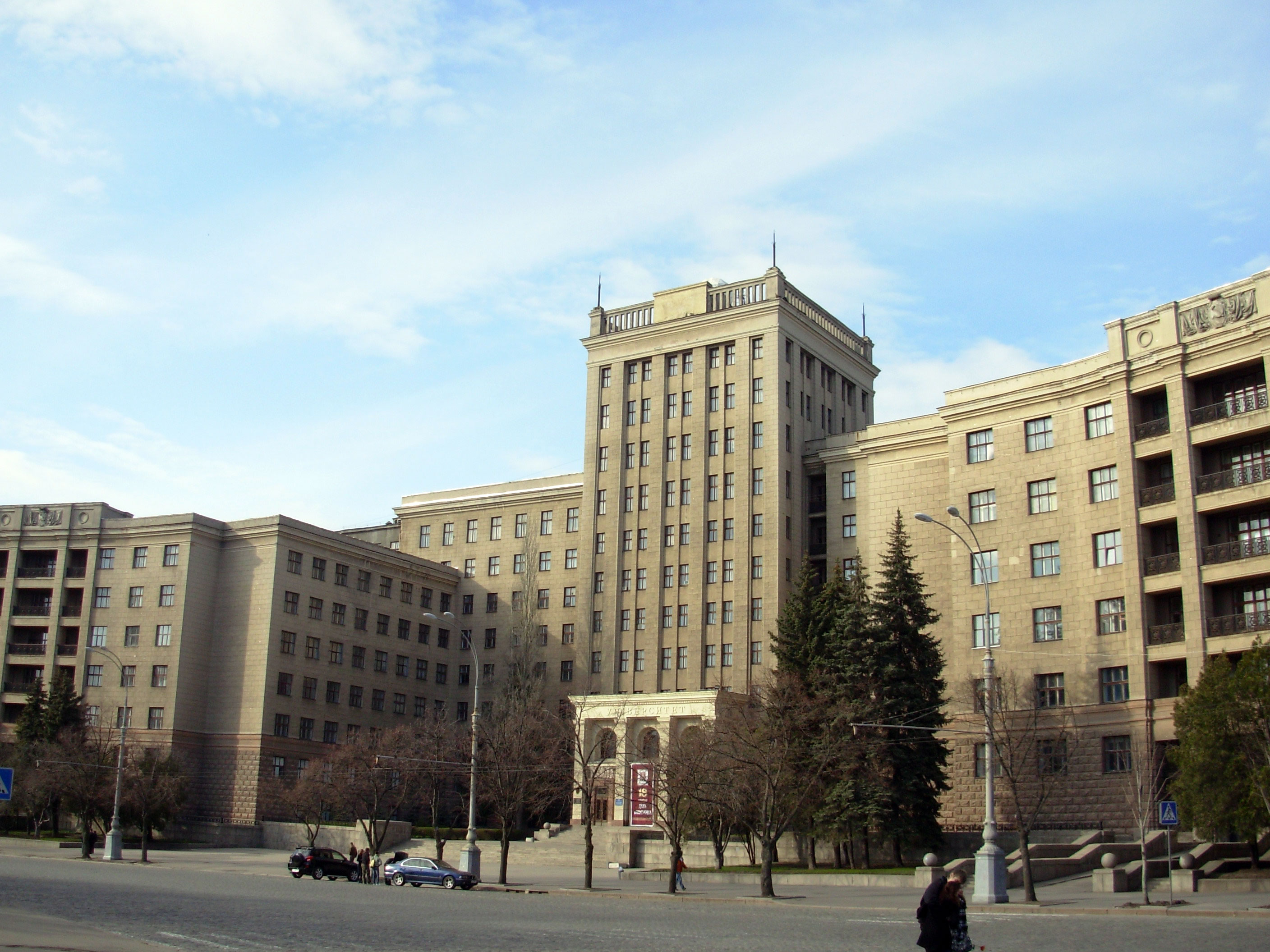
北の学術棟

- 本館
- 北の建物
- 中央科学図書館
- 学生キャンパス

### 学部
- 生物学部
- 化学学部
- コンピュータサイエンス学部
- 生態学部
- 経済学部
- 国際経済観光学部
- 外国語学部
- 医学部
- 地質学部
- 歴史学部
- 学校の力学と数学
- 法学部
- 物理学部
- 言語学部
- 哲学部
- 心理学部
- 物理エネルギー学部
- 放射線物理学部
- 社会学部

など、その他多数

### ハイテク研究所
- 物理技術学校
- コンピュータサイエンス学部
- エネルギー物理学部

## 大学の優等生
ソビエト時代、ハルキウ大学は労働赤旗勲章、十月革命勲章、人民友好勲章を授与された。

その他著明な卒業生
- ミコラ・オレクシチュク-ウクライナ空軍総司令官
- アンドリ・ヴィレツキー- ウクライナの政治家、兵士、招待アゾウ大隊長
- ユジェフ・フィウスットスキー-ポーランド第2共和国のリーダー　など